# Leon Pownall
Pour les articles homonymes, voir Pownall.
Leon Pownall, est un acteur canadien, né le 26 avril 1943 à Wrexham, au Pays de Galles, au (Royaume-Uni), et mort le 2 juin 2006 à Stratford, en Ontario, au (Canada).

## Filmographie

### Cinéma
- 1968 : A Great Big Thing : Ray
- 1977 : Twelve and a Half Cents : le père
- 1989 : Le Cercle des poètes disparus : McAllister
- 1989 : Termini Station : Charles Marshall
- 1989 : Bye Bye Blues : Bernie Blitzer
- 1990 : Angel Square : Blue Cheeks
- 1998 : The Sleep Room : Dr Ewen Cameron
- 1998 : Sleeping Dogs Lie (en) : Inspecteur Mitchell
- 1999 : Dinner at Fred's : George Billings
- 2005 : Bailey's Billion$ : Juge Cornelius Strawacher

### Télévision
- 1986 : Cap Danger (1 épisode)
- 1987 : Un flic dans la mafia : Stan D'Amato (1 épisode)
- 1987 : Adderly (1 épisode)
- 1988-1993 : Street-Legal : Anthony Harris et Paul McBride (2 épisodes)
- 1989 : Alfred Hitchcock présente : Richard Martin (1 épisode)
- 1989 : La Rage d'aimer : Gerry Gerrand
- 1991 : E.N.G. reporters de choc : Jerry Kasells (1 épisode)
- 1991 : L'Amérique en otag : le responsable de la sécurité nationale
- 1991 : La Conspiration du silence : Donald MacIver
- 1991-1995 : Les Contes d'Avonlea : Heath Hymus et M. Hardy (2 épisodes)
- 1993 : Beyond Reality : M. Winter (1 épisode)
- 1994 : Deux jumelles dans l'Ouest : Leo McRugger
- 1994 : Les Jumelles Dionne  (téléfilm), de Christian Duguay : William Randolph Hearst
- 1994 : Spenser: The Judas Goat : Hugh Dixon
- 1994 : Side Effects : Ray Ferguson (1 épisode)
- 1995 : The Great Defender (1 épisode)
- 1995 : Hiroshima : George C. Marshall
- 1996 : Le Justicier des ténèbres : Davis Ogden (1 épisode)
- 1996 : Seule contre tous : Dr Webster
- 1996 : Handel's Last Chance : Georg Friedrich Haendel
- 1997 : Psi Factor, chroniques du paranormal : Dr Stanley Forbes (1 épisode)
- 1997 : Wind at My Back : Juge Elliot (1 épisode)
- 1998 : Evidence of Blood : Gordon Townsend
- 1998 : Leonardo: A Dream of Flight : Grand Marshal
- 1999 : The City : le père de Katharine (4 épisodes)
- 1999 : La Vie secrète d'une milliardaire : Clark Warner
- 2000 : Dirty Pictures : M. Prouty
- 2001 : Panique à la Maison-Blanche : Edwin Meese
- 2003 : Touchée en plein cœur : Frederick Wyatt
- 2003 : Mutant X : Dr Victor Palance (1 épisode)
- 2003-2005 : Slings and Arrows : Brian (12 épisodes)
- 2005 : Four Minutes : Dr Walker